# Броненосці типу «Воріор»
Броненосці типу «Воріор» — два перші суцільнометалеві океанські батарейні броненосці ВМС Великої Британії.

## Конструкція
Броненосці типу «Воріор» мали корпус із заліза, що дало змогу збільшити довжину кораблів без зменшення поздовжньої міцності. Використавши досвід будівництва торгових суден, інженер Айзек Ваттс (англ. Isaac Watts вибрав поперечну схему конструкції набору. На довжині 80 м корабель мав подвійне дно, вище над ним розташовувались поздовжні та поперечні герметичні перебірки, які ділили корпус корабля на 92 герметичні відсіки. 
На відміну від французького броненосця «Глуар», британські кораблі мали броню тільки в середній частині у вигляді каземату для захисту механізмів та гарматної батареї. На кінцях каземату знаходились поперечні перебірки, які прикривали гармати від поздовжнього вогню. Броньові плити поясу товщиною 114 мм і масою 4 т були зроблені дуже ретельно: виступи однієї плити заходили в пази іншої. Це забезпечувало високу міцність броні, але технологія виготовлення була дуже складною, і в подальшому її більше не застосовували. Під бронею була підкладка з тисових брусів загальною товщиною 457 мм.
Розміщення артилерії було дуже добре продумане. Гармати стояли на поворотних платформах, завдяки чому при тих же кутах обстрілу, що й у «Глуара», британські кораблі мали гарматні порти шириною всього 60 см, що забезпечувало кращий захист.
Частина гармат розташовувалась на верхній палубі.
Корпус корабля мав гострі обводи і більше відношення довжини до ширини, яке не могли мати дерев'яні кораблі. В результаті, незважаючи на різницю у водотоннажності у 3,5 тисяч тонн, британські кораблі мали швидкість на 1 вузол більше, ніж у «Глуара».  
Загалом матеріали та будівництво були настільки хорошої якості, що один із кораблів, «Воріор», після реставрації у 1980-х роках перетворений на корабель-музей.

## Представники
| Корабель                      | Будівник                                          | Закладений          | Спущений на воду    | Вступив у стрій      | Доля корабля                                                         |
| ----------------------------- | ------------------------------------------------- | ------------------- | ------------------- | -------------------- | -------------------------------------------------------------------- |
| «Воріор» HMS Warrior          | Thames Ironworks and Shipbuilding Company, Лондон | 6 червня 1859 року  | 29 грудня 1860 року | 1 серпня 1861 року   | Виведений зі складу флоту у 1883 році Перетворений на корабель-музей |
| «Блек Принс» HMS Black Prince | Robert Napier and Sons, Говань                    | 12 жовтня 1859 року | 27 лютого 1861 року | 27 вересня 1862 року | Розібраний у 1923 році                                               |